# Mountain View (Missouri)
Mountain View is een plaats (city) in de Amerikaanse staat Missouri, en valt bestuurlijk gezien onder Howell County.

## Demografie
Bij de volkstelling in 2000 werd het aantal inwoners vastgesteld op 2430.
In 2006 is het aantal inwoners door het United States Census Bureau geschat op 2585, een stijging van 155 (6,4%).

## Geografie
Volgens het United States Census Bureau beslaat de plaats een oppervlakte van
9,5 km², geheel bestaande uit land. Mountain View ligt op ongeveer 350 m boven zeeniveau.

## Plaatsen in de nabije omgeving
De onderstaande figuur toont nabijgelegen plaatsen in een straal van 36 km rond Mountain View.